# Michelle Williams (ca sĩ)
Tenitra Michelle Williams (sinh ngày 23 tháng 7 năm 1979) là nữ ca sĩ, diễn viên người Mỹ. Cô nổi tiếng từ đầu những năm 2000 khi tham gia nhóm nhạc R&B Destiny's Child, một trong những nhóm nhạc nữ bán chạy nhất mọi thời đại với hơn 100 triệu đĩa, trong số đó hơn 60 triệu là từ đội hình có cô. Trong thời gian hoạt động trong nhóm, cô đã giành được nhiều giải thưởng, bao gồm một giải Grammy và một ngôi sao trên Đại lộ Danh vọng Hollywood.
Khi nhóm tạm dừng hoạt động từ năm 2001 tới 2003, Williams phát hành album solo đầu tay Heart to Yours (2002), đứng đầu bảng xếp hạng album nhạc Phúc âm Mỹ, và là album nhạc phúc âm bán chạy nhất năm đó. Cùng năm, Billboard xếp cô ở vị trí thứ năm trong danh sách các nghệ sĩ phúc âm đứng đầu bảng xếp hạng. Cô cũng giành được một giải MOBO cho "Nghệ sĩ phúc âm xuất sắc nhất". Năm 2004, cô ra mắt album solo thứ hai Do You Know. Sau khi Destiny's Child tan rã (2006), Williams phát hành album nhạc pop đầu tiên, Unexpected, vào năm 2008, trong đó có các đĩa đơn nổi bật là "We Break the Dawn" và đĩa đơn hạng nhất Dance Club Songs "The Greatest". Album phòng thu thứ tư, Journey to Freedom (2014), nhận nhiều đánh giá tích cực và là album đạt thứ hạng cao nhất của cô tại Mỹ. Album bao gồm các đĩa đơn "If We Had Your Eyes" và "Say Yes", trong đó "Say Yes" đứng đầu bảng xếp hạng Phúc âm Hot Gospel Songs trong bảy tuần, đoạt giải Stellar cho "Video ca nhạc của năm".
Williams cũng tham gia diễn xuất, từng tham gia phim truyền hình, đóng kịch Broadway, West End. Vai diễn Broadway đầu tay của cô là trong vở Aida (2003). Cô từng góp mặt trong các phim và vở kịch như Half & Half (2006), The Color Purple (2007), Chicago (2009–10), What My Husband Doesn't Know (2011) Fela! (2013)  Death Becomes Her (2024).

## Danh sách nhạc

### Chính
- Heart to Yours (2002)
- Do You Know (2004)
- Unexpected (2008)
- Journey to Freedom (2014)

### Destiny's Child
- Survivor (2001)
- 8 Days of Christmas (2001)
- Destiny Fulfilled (2004)